# 阿米尔·萨克霍什
阿米尔·萨克霍什， （1991年5月30日出生）是伊朗的斯诺克选手。

## 生平
他出生于卡拉伊，并在2001年10岁时在卡拉伊开业，这是K革命后禁止的第一支台球俱乐部和第三家具乐部。阿米尔·萨克霍什（Amir Sarkhosh）在2013年赢得了他在黎巴嫩的第一个国际位置，并赢得了西亚冠军的个人铜牌和金牌团队，并在2013年又获得了三支团队的冠军。萨克霍什还参加了2009年亚洲21岁以下青少年斯诺克锦标赛。 他在小组赛阶段被淘汰。2017年7月和2017年8月，Sarkhosh参加了亚洲6-红色锦标赛和IBSF 6-红色世界锦标赛，在四分之一决赛中两次都被淘汰。 在未成功参加2017年亚洲室内运动会之后，他进入了业余世界锦标赛的决赛，在那里他以2-8负于Pankaj Advani。 他在2018年亚洲斯诺克锦标赛中连续第二次闯入决赛，这次以6比1击败同胞阿里·加雷古斯洛。

## 造假醜聞
萨科什（12岁或13岁）参加了2004年亚洲斯诺克锦标赛，并在小组赛中以一胜三负的成绩结束了比赛（包括与决赛选手Advani的对抗）。两年后，他退出小组赛。在2007年亚洲U21锦标赛上，他在小组赛中幸存下来，赢得了四场比赛中的三场，但在四分之一决赛中以2-4输给了最终的冠军肖国栋。在次年的U21斯诺克亚洲锦标赛四分之一决赛中失利后，他在2008年阿玛特尔世界锦标赛的小组赛中幸存下来，但在32强战中再次输给了肖国栋。

## 奪冠情況

### 排名賽事
- 2014年Afc 6球个人斯诺克锦标赛在巴基斯坦卡拉
- 2016年在阿联酋Fajireh举行的首个台球运动锦标赛
- 伊朗大不里士亚洲成人锦标赛冠军
- 2019年在卡塔尔多哈举行的首届6球世界杯金牌
- 斯诺克金牌和Soheil Vahedi亚洲比赛在2016年
- 2016埃及斯诺克金牌
- 2017年土库曼斯坦亚运会金牌与侯赛因·瓦法伊（Hossein Vafaei）和索希尔·瓦赫迪（Soheil Vahedi）
- 伊朗在韩国仁川亚洲室内运动会上获得的首枚大篷车勋章2013银奖
- 卡塔尔亚洲2019年六球桌球金牌